# Laurence Rosenthal
Laurence Rosenthal (Detroit, Michigan, 4 de novembro de 1926) é um ex-compositor, arranjador e maestro norte-americano de teatro, televisão e cinema.

## Biografia
Nascido em Detroit, Michigan, Rosenthal estudou na Escola de Música Eastman em Rochester, Nova Iorque, onde estudou piano e composição musical. Depois estudou em Paris com Nadia Boulanger. Entre suas trilhas sonoras de filmes mais conhecidas estão A Raisin in the Sun, The Miracle Worker, Becket, The Island of Dr. Moreau, Clash of the Titans, The Return of a Man Called Horse e Meetings with Remarkable Men.
Os créditos de arranjo de Rosenthal na Broadway incluem The Music Man e Donnybrook!. Ele compôs para o musical Sherry!, A Patriot for Me e Take Me Along (música de dança apenas).
Sua filha é a renomada cientista de células-tronco Nadia Rosenthal.